# Энергия (футбольный клуб, Ульяновск)
«Энергия» — российский футбольный клуб из Ульяновска. Играл в первенстве России среди команд мастеров в 1997—1999 годах, в 1998 и 1999 годах — во втором дивизионе вместе с другой командой города — «Волгой».
Команда представляла Заволжский (левобережный) район Ульяновска, в то время как «Волга» базировалась на правом берегу Волги. Учредителем клуба являлось одно из подразделений «Ульяновскэнерго».

## История
В 1991 году Альберт Шестернёв, приезжавший в Ульяновск в составе сборной ветеранов СССР, предложил директору ульяновской ТЭЦ-2 Николаю Егорову создать в Заволжском районе футбольную команду. В следующем году команда выиграла чемпионат Ульяновска, играла в Кубке Ульяновска, в 1993 году участвовала в первенстве области, затем дебютировала в Первенстве России среди КФК.
В 1994 году команда заняла 4-е место на проходившем в Кургане финальном турнире первенства КФК и получила право на переход в стан команд мастеров, но в руководстве клуба было принято решение повременить с этим шагом, параллельно подтянув материальную базу и инфраструктуру клуба. Через 2 года «Энергия» выиграла первенство КФК в зоне «Поволжье», а в домашнем финале первенства уступила «Химкам» — 0:0 (по пенальти — 3:4).

### Потеря статуса самостоятельного клуба
В 2000 году вошла в состав димитровградского клуба «Лада-Симбирск/Лада-Энергия» и, получив статус второй команды объединённого клуба, выступала в первенстве КФК/ЛФЛ сначала как «Лада-Энергия» (Ульяновск) и «Лада-Энергия-2» (Димитровград) (в 2000 и 2001 годах, соответственно).
В дальнейшем была воссоздана и в 2002—2005 годах участвовала в турнире уже как «Энергия» Ульяновск, в 2002—2004 годах являясь одним из «дублей» (фарм-клубов) ульяновской «Волги».
В 2006 году играла в Кубке Ульяновской области. В том же году воссозданная на базе «Энергии» команда «Волга»/«Волга-Энергия» Ульяновск по итогам сезона-2006 вошла в призовую тройку зоны «Приволжье» ЛФЛ и со следующего сезона стала играть во Втором дивизионе (под названием «Волга»).
«Энергия» же, оставаясь в структуре ФК «Волга», продолжила выступать в ЛФЛ/Третьем дивизионе: в 2007 году выступала под названием «Волга-2-Энергия», в 2008 году — «Волга-д-Энергия». С 2009 года в названии продолжающей выступать в Третьем дивизионе второй команды ульяновской «Волги» название «Энергия» отсутствует.

## Выступление на уровне ПФЛ
В 1997—1999 годах играла на профессиональном, или как тогда называлось, нелюбительском уровне. В 1997 году заняла 8-е место в 5 зоне третьей лиги. В 1998 году заняла 13-е место в зоне «Поволжье» второго дивизиона, в 1999 — 10-е. В розыгрыше Кубка России 1998/99 «Энергия» уступила в 1/128 финала «Ладе-Град» Димитровград — 1:3, в розыгрыше-1999/2000 выиграла у «Дианы» Волжск (1:0) и «Химика» Дзержинск — 2:1, а в 1/64 уступила «Энергетику» Урень — 0:3.

## Результаты выступлений с 1994 года
| Сезон  | Название | Лига/дивизион (уровень) | Зона | Место | Кубок | Примечания | |
| ------ | --- | --- | --- | --- | --- | --- | --- |
| 1994   | Энергия (Ульяновск) | КФК (5) | Поволжье | из 10 | 1/4 (зона 4 КФК) | | |
| 1994   | Энергия (Ульяновск) | КФК (5) | Финал | 4 из 9 | 1/4 (зона 4 КФК) | | |
| 1995   | Энергия (Ульяновск) | КФК (5) | Поволжье | 11 из 13 | 1/4 (зона 3 КФК) | | |
| 1996   | Энергия (Ульяновск) | КФК (5) | Поволжье | из 12 | — | ▲ Выход в третью лигу | |
| 1996   | Энергия (Ульяновск) | КФК (5) | Финал | из 10 | — | ▲ Выход в третью лигу | |
| 1997   | Энергия (Ульяновск) | Третья лига ПФЛ (4) | 5 | 8 из 18 | — | ▲ Переход во второй дивизион | |
| 1998   | Энергия (Ульяновск) | Второй дивизион (3) | Поволжье | 13 из 19 | 1/128 | | |
| 1999   | Энергия (Ульяновск) | Второй дивизион (3) | Поволжье | 10 из 18 | 1/64 | ▼ Перевод в КФК | |
| 2000   | Лада-Энергия (Ульяновск) | КФК/ЛФЛ (4) | Поволжье | 16 из 24 | — | В составе клуба Лада-Энергия (Димитровград) | |
| 2001   | Лада-Энергия-2 (Димитровград) | КФК/ЛФЛ (4) | Поволжье | 11 из 15 | — | В составе клуба Лада-Энергия (Димитровград) | |
| 2002   | Энергия (Ульяновск) | КФК/ЛФЛ (4) | Приволжье | 13 из 14 | 1/8 КФК Поволжье | Фарм-клуб «Волги» Ульяновск | |
| 2003   | Энергия (Ульяновск) | КФК/ЛФЛ (4) | Приволжье | 9 из 17 | 1/4 КФК Поволжье | Фарм-клуб «Волги» Ульяновск | |
| 2004   | Энергия (Ульяновск) | КФК/ЛФЛ (4) | Приволжье | 12 из 19 | 1/8 — Приволжье | Фарм-клуб «Волги» Ульяновск | |
| 2005   | Энергия (Ульяновск) | КФК/ЛФЛ (4) | Приволжье | 14 из 14 | 1/4 — Поволжье | | |
| 2006   | Волга-Энергия (Ульяновск)* | ЛФЛ (4) | Приволжье | из 14 | 1/4 — Приволжье | Воссоздан ФК «Волга» | |
| 2006   | Энергия (Ульяновск) | — | — | — | 1/4 кубка Ульян. обл. | | |
| 2007   | Волга-2-Энергия (Ульяновск)** | ЛФЛ (4) | Приволжье | 13 из 17 | 1/16 — Приволжье | | |
| 2008   | Волга-д-Энергия (Ульяновск)** | ЛФЛ (4) | Приволжье | 17 из 19 | 1/16 — Приволжье | | |
| с 2009 | В первенстве III дивизиона (КФК/ЛФЛ) в зоне «Приволжье» принимает участие дублирующий состав (вторая команда) «Волги» Ульяновск: «Волга»-д, 2013—2014 — «Волга»-ДЮСШ, 2015 — «Волга»-СДЮСШОР-М, 2016 — СДЮСШОР «Волга»-М, с 2017— «СШОР-Волга»-М | В первенстве III дивизиона (КФК/ЛФЛ) в зоне «Приволжье» принимает участие дублирующий состав (вторая команда) «Волги» Ульяновск: «Волга»-д, 2013—2014 — «Волга»-ДЮСШ, 2015 — «Волга»-СДЮСШОР-М, 2016 — СДЮСШОР «Волга»-М, с 2017— «СШОР-Волга»-М | В первенстве III дивизиона (КФК/ЛФЛ) в зоне «Приволжье» принимает участие дублирующий состав (вторая команда) «Волги» Ульяновск: «Волга»-д, 2013—2014 — «Волга»-ДЮСШ, 2015 — «Волга»-СДЮСШОР-М, 2016 — СДЮСШОР «Волга»-М, с 2017— «СШОР-Волга»-М | В первенстве III дивизиона (КФК/ЛФЛ) в зоне «Приволжье» принимает участие дублирующий состав (вторая команда) «Волги» Ульяновск: «Волга»-д, 2013—2014 — «Волга»-ДЮСШ, 2015 — «Волга»-СДЮСШОР-М, 2016 — СДЮСШОР «Волга»-М, с 2017— «СШОР-Волга»-М | В первенстве III дивизиона (КФК/ЛФЛ) в зоне «Приволжье» принимает участие дублирующий состав (вторая команда) «Волги» Ульяновск: «Волга»-д, 2013—2014 — «Волга»-ДЮСШ, 2015 — «Волга»-СДЮСШОР-М, 2016 — СДЮСШОР «Волга»-М, с 2017— «СШОР-Волга»-М | В первенстве III дивизиона (КФК/ЛФЛ) в зоне «Приволжье» принимает участие дублирующий состав (вторая команда) «Волги» Ульяновск: «Волга»-д, 2013—2014 — «Волга»-ДЮСШ, 2015 — «Волга»-СДЮСШОР-М, 2016 — СДЮСШОР «Волга»-М, с 2017— «СШОР-Волга»-М | В первенстве III дивизиона (КФК/ЛФЛ) в зоне «Приволжье» принимает участие дублирующий состав (вторая команда) «Волги» Ульяновск: «Волга»-д, 2013—2014 — «Волга»-ДЮСШ, 2015 — «Волга»-СДЮСШОР-М, 2016 — СДЮСШОР «Волга»-М, с 2017— «СШОР-Волга»-М |

Примечания.
* В 2006 году на базе «Энергии» (Ульяновск) была воссоздана команда «Волга» (Ульяновск).
** С 2007 года «Энергия» вошла в состав клуба «Волга» в качестве дублирующего состава (молодёжной команды).